# Günther Dehn

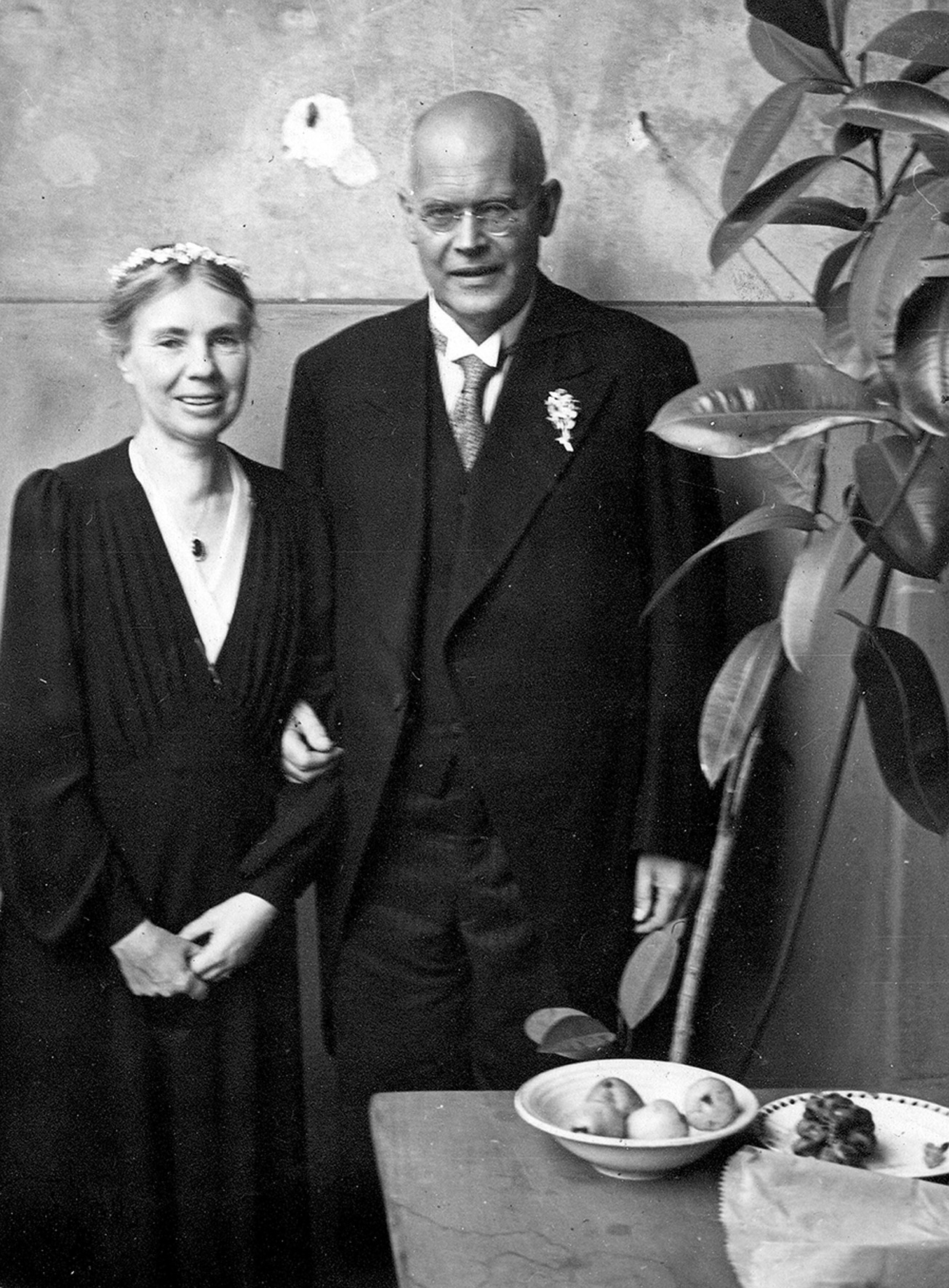
Luise und Günter Dehn bei ihrer Silberhochzeit (1941)

Günther Carl Dehn (* 18. April 1882 in Schwerin; † 17. März 1970 in Bonn) war ein evangelischer Pastor und praktischer Theologe. Er war Religiöser Sozialist, später illegaler Ausbilder in der Bekennenden Kirche und nach 1945 Professor für Praktische Theologie. Der Fall Dehn machte ihn 1931/32 in ganz Deutschland bekannt als eins der ersten Opfer nationalistischer und  nationalsozialistischer Hetzkampagnen gegen kritische Intellektuelle in der Weimarer Republik.

## Leben

### Ausbildung und erste Berufserfahrungen
Dehns Eltern waren der Postinspektor, später Oberpostrat, Carl Dehn, und seine Frau Kathinka Dehn, geborene Groß. Die Familie zog wegen beruflicher Versetzungen des Vaters mehrmals um, so 1887 nach Berlin. Dort ging Dehn zur Grundschule. Ab 1890 besuchte er in Köslin (Pommern) und Konstanz das Gymnasium, das er am 25. Juli 1900 mit dem Abitur abschloss. Im selben Jahr begann er in Berlin (1. Semester) und Halle/Saale (2. und 3. Semester) Germanistik, Geschichtswissenschaft und Philosophie zu studieren. Er verstand sich als Humanist, las aber das Neue Testament und wurde Christ. 1902 wechselte er nach Bonn und nahm das Fach evangelische Theologie hinzu, um Pfarrer zu werden. Nach dem ersten theologischen Examen wurde Dehn 1906 Lehrvikar an der Kirche von Boitzenburg (Uckermark). Nach dem zweiten theologischen Examen wurde er 1908 Domhilfsprediger und bis Herbst 1911 Inspektor am Domkandidatenstift (Berlin).

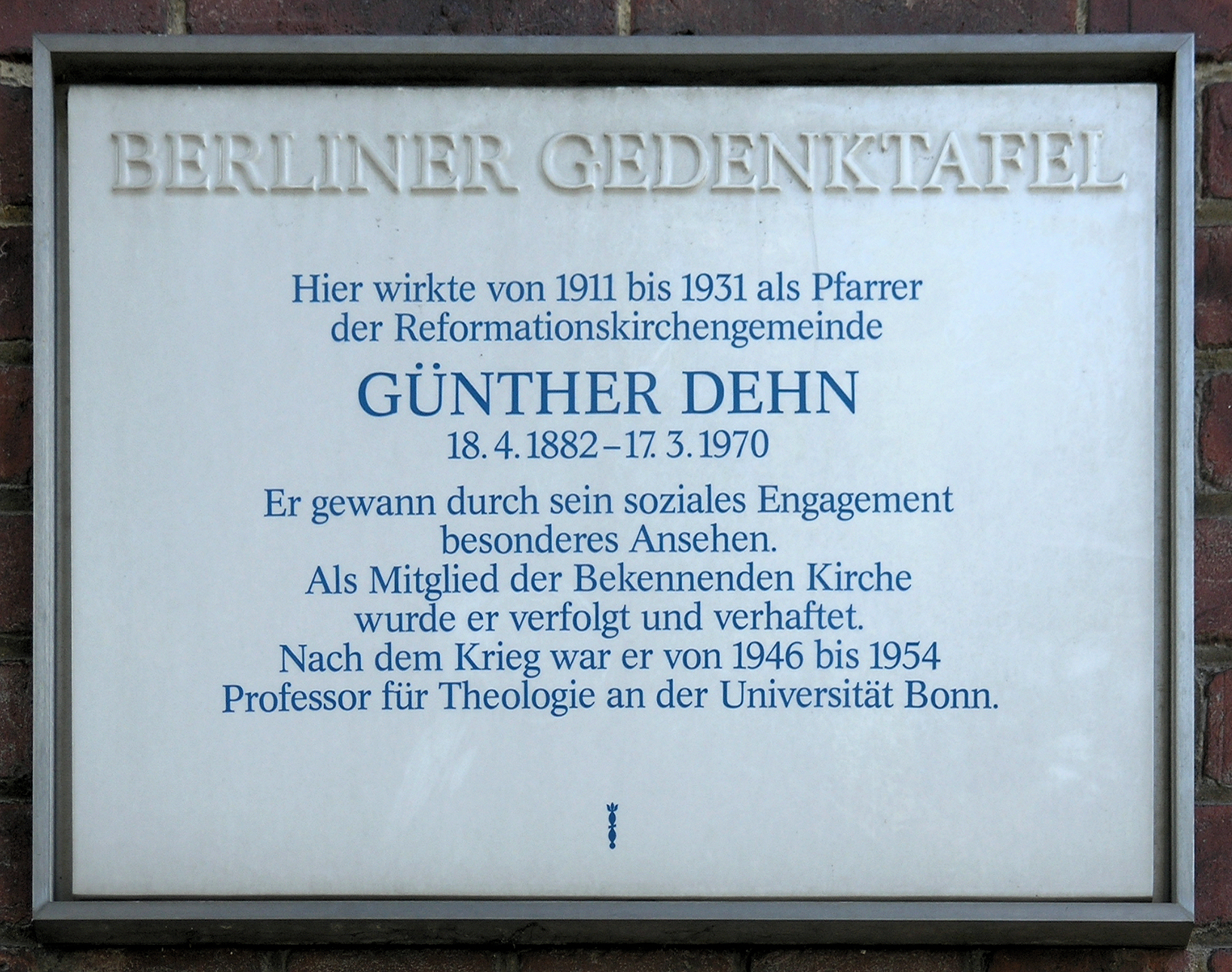
Berliner Gedenktafel in Berlin-Moabit (an der Reformationskirche, Beusselstraße 35/Ecke Wiclefstraße)

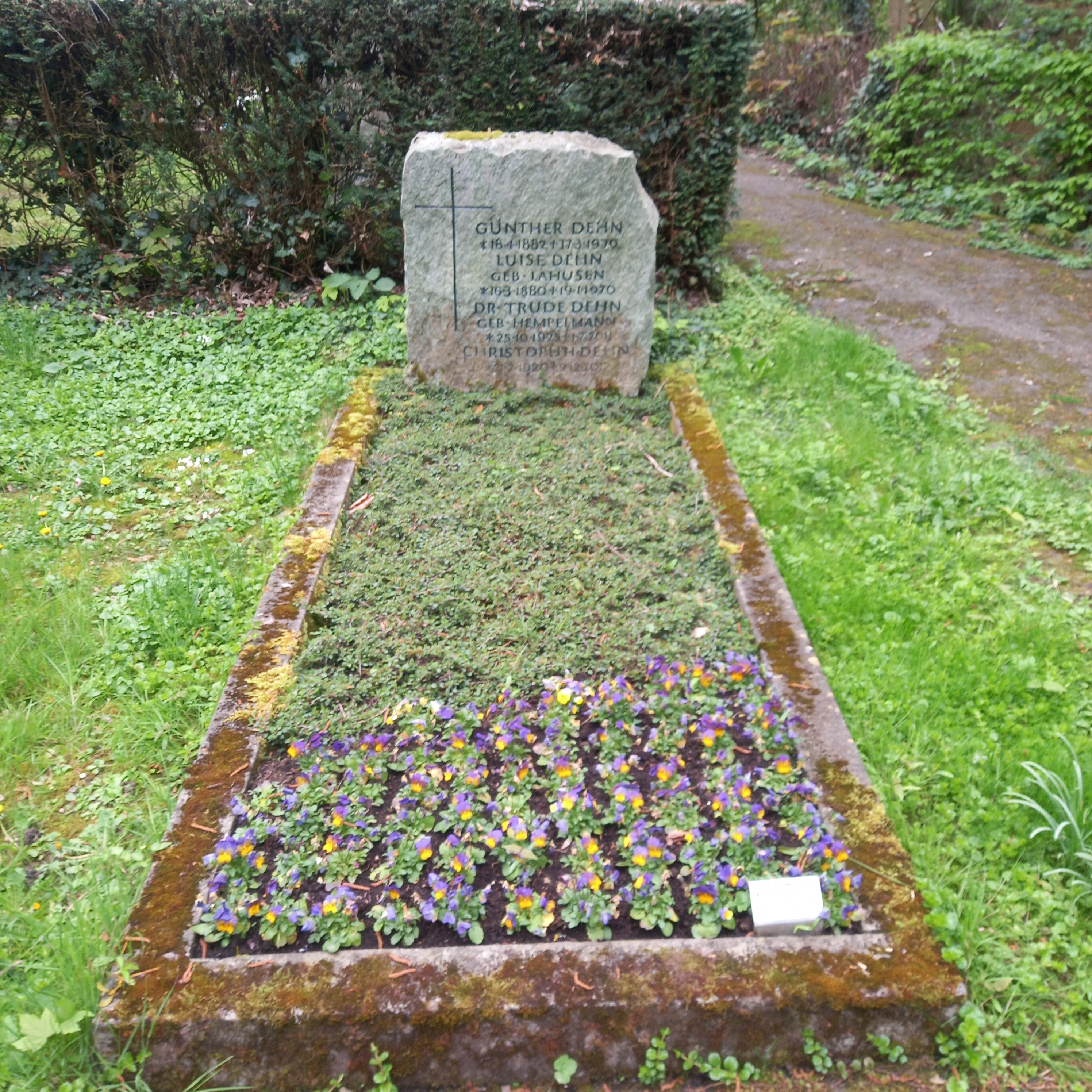
Das Grab von Günther Dehn und seiner Ehefrau Luise geborene Lahusen im Familiengrab auf dem Poppelsdorfer Friedhof in Bonn

Im Oktober des Jahres trat er seine erste Pfarrstelle an der Reformationskirche in Berlin-Moabit an. Dies war eine große Arbeitergemeinde von etwa 10.000 Gliedern, von denen die meisten am Existenzminimum lebten. Dort bemühte sich Dehn, die christliche Botschaft den Arbeitern mit Bezug auf ihre Alltagsprobleme nahezubringen. Er blieb als Pastor auch während des Ersten Weltkriegs Ansprechpartner besonders für die großstädtischen Arbeiterjugendlichen und schrieb seine Erfahrungen mit ihnen auf. Diese veröffentlichte er in mehreren Studien ab 1912 bis 1923. Daraus entstand das 1929 erschienene Buch Proletarische Jugend. Lebensgestaltung und Gedankenwelt der großstädtischen Proletarierjugend.
Im August 1915 heiratete Dehn Luise Lahusen, die Tochter des Berliner Generalsuperintendenten Christoph Friedrich Lahusen (1851–1927). Im letzten Kriegsjahr 1918 betreute er Kriegsgefangene in den Lagern bei Arnheim und Hattem (Niederlande).

### Christ und Sozialist
Im Religiösen Sozialismus von Christoph Blumhardt (1842–1919), Hermann Kutter (1863–1931) und Leonhard Ragaz (1868–1945) sah Dehn nach der Novemberrevolution eine Möglichkeit, die traditionelle Kluft zwischen Kirche und Proletariat zu überbrücken. Dazu gründete er 1919 den Bund sozialistischer Kirchenfreunde. Als dieser sich im Dezember 1919 mit dem Bund Neue Kirche unter dem Charlottenburger Pfarrer Karl August Aner zum Bund der religiösen Sozialisten Deutschlands (BRSD) vereinte, stieg Dehn aus dem Vorstand aus und blieb einfaches Mitglied.
1920 trat er aus Anlass des Kapp-Lüttwitz-Putsches in die Sozialdemokratische Partei Deutschlands ein, trat aber 1922 wieder aus, weil er mit seinen Bemühungen, die Arbeiter zu Jesus Christus zu führen, in der SPD keinen Anklang fand. Dehn wollte gleichwohl den Arbeitern zeigen, dass er sie verstand. Er blieb den Religiösen Sozialisten verbunden und sprach etwa 1922 bei einer größeren Zusammenkunft in Berlin, 1924 hielt er auf ihrem Kongress in Meersburg am Bodensee einen Vortrag.
Ab 1923 übernahm Dehn eine Berliner Gruppe des nach dem Krieg von Eberhard Arnold und Guida Diehl gegründeten Neuwerk-Bewegung: eine Genossenschaftsbewegung, die die Gebote der Bergpredigt Jesu und die Gütergemeinschaft der Jerusalemer Urgemeinde in ihrem Zusammenleben umzusetzen versuchte. Jeden Mittwoch traf sich die Gruppe abends in Dehns Wohnung für drei Stunden, um abwechselnd gemeinsam die Bibel zu lesen und aktuelle politische, soziale, literarische und kirchliche Fragen zu erörtern. Die Gruppe bestand mehrheitlich aus Frauen zwischen 20 und 30 Jahren, die vielfach ihrerseits beruflich als Jugendleiterinnen, Sozialfürsorgerinnen oder Lehrerinnen mit Jugendlichen zu tun hatten. Die männlichen Teilnehmer waren vielfach Studenten der Fächer Theologie, Philologie, Politik, aber auch Bankbeamte und Fürsorger. Sie stammten vorwiegend aus kirchlichen Familien und waren durch negative Erfahrungen mit kirchlicher Jugendarbeit kritisch gegenüber der Kirche geworden. Diese Arbeit beanspruchte Dehn bis 1931.
Im selben Jahr gründete Otto Dibelius, damals Generalsuperintendent der Kurmark, das Berliner Religionspädagogische Institut, das Volksschullehrer in Abendkursen für ein halbes Jahr zu christlichen Erziehern für den Konfirmandenunterricht fortbilden sollte. Er bat Dehn als Ausbilder dort zu wirken, was dieser aber nur ein Jahr lang tat.
Die Evangelisch-Theologische Fakultät der Westfälischen Wilhelms-Universität in Münster verlieh Dehn für seine praktisch-theologische Jugendarbeit am 31. Juli 1926 die Ehrendoktorwürde. Damit erwarb er sich eine Lehrerlaubnis an deutschen Hochschulen.

### Der „Fall Dehn“: Verweigertes Hochschulamt
Am 6. November 1928 hielt Dehn im Gemeindehaus der Ulrichskirche in Magdeburg einen folgenreichen Vortrag über „Kirche und Völkerversöhnung“. Er bejahte das Recht des Verteidigungskrieges und lehnte die Kriegsdienstverweigerung ab, stellte aber in Bezug auf das Bibelwort Joh 15,13  fest:

„Es ist allgemein üblich, dass von der Kirche der Tod fürs Vaterland unter das Bibelwort gestellt wird: ‚Niemand hat größere Liebe denn die, daß er sein Leben läßt für seine Freunde‘. Wir wollen ganz gewiss diesem Tod seine Würde und auch seine Größe lassen; aber ebenso gewiss wollen wir auch die Wahrheit sagen. Es wird bei dieser Darstellung eben außer acht gelassen, dass der, der getötet wurde, eben auch selbst hat töten wollen. Damit wird die Parallelisierung mit dem christlichen Opfertod zu einer Unmöglichkeit.
Im Anschluss daran sollte man auch die Frage erwägen, ob es richtig sei, den Gefallenen Denkmäler in den Kirchen zu errichten. Sollte man das nicht vielleicht der bürgerlichen Gemeinde überlassen?“

Dies rief große Empörung hervor, die sich monatelang über die Gemeinde hinaus fortsetzte. Dehns Frage wurde weithin so aufgefasst, dass er Soldaten als Mörder betrachte und ihnen deshalb die christliche Ehre in den Kirchen habe verweigern wollen. Dehn erhielt viele Hass- und Drohbriefe. Die Deutschnationale Volkspartei Magdeburg-Anhalts veröffentlichte einen Protest gegen ihn in der Presse und löste damit eine überregionale Hetzkampagne aus. Wegen der anhaltenden Proteste auch nationaler Verbände bestellte das Berliner Landeskirchenamt Dehn ein, wo er sich erklärte. Erst sechs Monate später erhielt er daraufhin einen Verweis: Sein Verhalten habe den „allgemeinen kirchlichen Interessen“ geschadet. Er wurde aufgefordert, sich in Zukunft besonnener zu verhalten, ohne dass auf den Inhalt seiner Rede Bezug genommen wurde.
Von nun an war Dehn in ganz Deutschland als „roter Pfarrer“ bekannt. Er bewarb sich erfolglos für andere Pfarrstellen außerhalb Berlins und als Gefängnispfarrer, fand aber keine Gemeinde, die ihn wählen wollte. 1930 erhielt er jedoch überraschend eine Berufung der Universität Heidelberg zum Professor für Praktische Theologie als Nachfolger von Karl Eger. Bevor er diesen antreten konnte, erinnerte der Herausgeber der Eisernen Blätter, Gottfried Traub, die Öffentlichkeit an Dehns Magdeburger Affäre von 1928. Daraufhin setzte das Ministerium in Karlsruhe seine Ernennung „bis zur Klärung der in Frage stehenden Angelegenheit“ aus.
Inzwischen hatte der Preußische Kultusminister Adolf Grimme (SPD) Dehn einen Lehrstuhl für Praktische Theologie in Halle (Saale) angeboten. Dehn hielt zunächst an seiner Bewerbung für Heidelberg fest und bat den dortigen Dekan – der Traubs Denunziation dem badischen Ministerium mitgeteilt hatte –, die Theologische Fakultät möge ihm angesichts der erneuten Beschuldigungen sein Vertrauen aussprechen, damit er die Berufung annehmen könne. Dies wurde mit sechs Stimmen gegen eine abgelehnt.
Direkt nach Erhalt der Ablehnung aus Heidelberg gab Dehn Grimme telegrafisch die Zusage für Halle und reiste dorthin. An der dortigen Fakultät hatte der Nationalsozialistische Deutsche Studentenbund unter Leitung von Joachim Mrugowsky jedoch bereits von seiner möglichen Berufung gehört und Flugblätter gegen ihn verteilt. Darin hieß es: „Herr Pfarrer Dehn will die deutschen Kinder zum krassesten und feigen Pazifismus erziehen. Wollen wir zusehen, wie ein solcher Mann ein Ordinariat an unserer Universität erhält? … Wir wollen ehrliche deutsche Männer als Professoren unserer … Hochschulen haben!“ Die Fakultät versprach ihm, ihn gegen etwaige studentische Angriffe zu verteidigen. Als Dehn seine Vorlesungen aufnehmen wollte, kam es zu Vorlesungsstörungen und zu gewalttätigen Auseinandersetzungen zwischen Studierenden und Polizei. Dehn erhielt schließlich ein Jahr Urlaub, um die Lage zu beruhigen. In dieser Zeit wurde die Kampagne gegen ihn an der halleschen Universität intensiviert. In seinem Urlaub, den er in England verbrachte, erfuhr Dehn 1933 aus der Zeitung, dass die neuen Machthaber ihn zunächst beurlaubt und dann entlassen hatten. Von seiner Frau hörte er außerdem, dass bei den Bücherverbrennungen im Mai 1933 auch seine Bücher verbrannt worden waren.

### Illegaler Pastorenausbilder im Dritten Reich
Dehn zog mit seiner Frau trotzdem wieder nach Berlin-Schöneberg. Er durfte neun Monate lang als Hilfsprediger dort wirken. Der Pfarrer der Kaiser-Wilhelm-Gedächtnis-Kirche, sein Freund Gerhard Jacobi, inzwischen Präses der Berliner Bekennenden Kirche (BK), schlug Dehn vor, als theologischer Berater in der BK tätig zu sein. Dies nahm Dehn an und betreute die theologische Weiterbildung der Berliner BK-Pastoren, bald auch als Mitglied der Prüfungskommission und Dozent an der Kirchlichen Hochschule Berlin-Zehlendorf. Diese war am 1. November 1935 eröffnet und am selben Tag verboten worden. Im August 1937 verbot ein Himmler-Erlass der BK jede Ausbildungs- und Prüfungstätigkeit an Studenten und Kandidaten, die dennoch geheim fortgesetzt wurde.
Im Mai 1941 beschlagnahmte die Gestapo bei einer Haussuchung beim Superintendenten Martin Albertz in Berlin-Spandau alle Akten für die illegale Ausbildung der Berliner BK. Am 9. Mai 1941 wurde Dehn wegen verbotener Lehr- und Prüfungstätigkeit verhaftet und ein Jahr lang bis zum 8. Mai 1942 in verschiedenen Gefängnissen Berlins inhaftiert. Sofort nach dem Haftende wurde er erneut festgenommen und erst am 3. Juli 1942 freigelassen.
Nach einer Erholungskur in Tübingen durfte Dehn ab Herbst 1942 bis zum Kriegsende den zum Kriegsdienst eingezogenen Pfarrer in Ravensburg vertreten und berichtete darüber später:

„Ich war zum ersten Mal in meinem Leben dort ein von der Gemeinde gern gesehener, beliebter und verehrter Pfarrer.“

### Praktischer Theologe
Nach dem Krieg lehrte Dehn von 1946 bis 1954 in Bonn als Professor für Praktische Theologie. 1962 erklärte er:

„Meine Bemühungen um das Proletariat sind ergebnislos verlaufen. Das Problem ‚Kirche und Arbeiterschaft‘ ist bis heute ungelöst geblieben; wie sollte es damals gelöst werden können! Mein fröhlicher Glaube an den Sieg der Evangeliumsbotschaft auch in der Welt der modernen Industriearbeit wurde langsam gedämpft und wandelte sich je und dann in Resignation.“

## Ehrungen
- 1952: Verdienstkreuz der Bundesrepublik Deutschland
- 1989: Gedenktafel an der Beusselstraße 35, 10553 Berlin[3]

## Werke
- Die religiöse Gedankenwelt der Proletarierjugend in Selbstzeugnissen dargestellt. Furche-Verlag, Berlin 1923
- Der Gottessohn. Eine Einführung in das Evangelium des Markus. Berlin 1929
- Kirche und Völkerversöhnung. Dokumente zum Halleschen Universitätskonflikt. Mit einem Nachwort von Günther Dehn. 1931
- Meine Zeit steht in Deinen Händen. Biblische Meditationen für alle Sonn- und Feiertage des Kirchenjahres. Furche, Berlin 1937
- Die zehn Gebote Gottes – Nach Luthers kleinem Katechismus für Kinder erzählt. Göttingen 1939.
- Vom christlichen Leben. Auslegung des 12. und 13. Kapitels des Briefes an die Römer, Neukirchen-Vluyn 1954.
- Bleibe bei uns, Herr: Biblische Meditationen für die Sonn- und Festtage des Kirchenjahres.  Furche, Hamburg 1959
- Die alte Zeit, die vorigen Jahre: Lebenserinnerungen. Ch. Kaiser, München 1962
- Vollständige Bibliografie siehe: J.F. Gerhard Goeters: Günther Dehn. In: TRE 8 (1981), S. 390–392